# El Dividive (Trujillo)
El Dividive es la capital del municipio Miranda del Estado Trujillo, Venezuela. El municipio se encuentra ubicado en las inmediaciones de la carretera Panamericana, lo que le confiere una posición estratégica para el desarrollo económico. A lo largo de esta vía se ha establecido una gran cantidad de empresas, tanto familiares como de servicios, que atienden a los numerosos transeúntes y viajeros que circulan por la zona.
Estas actividades comerciales ofrecen una amplia gama de bienes y servicios, que van desde alimentos y productos de primera necesidad hasta artículos artesanales, contribuyendo significativamente al dinamismo económico local y al abastecimiento de quienes transitan por esta importante arteria vial.

## Toponimia
El nombre de la población proviene del árbol dividive en honor a la devoción al místico árbol denominado Indio desnudo.
El dividive cuyo nombre científico es Caesalpinia coriaria, es un árbol de madera pesada cuyo fruto que contiene mucho tanino, se usa para curtir pieles
- Datos: Q5672060
- Multimedia: El Dividive / Q5672060